# Boveella
Boveella – rodzaj ameb należących do gromady Discosea wchodzącej w skład supergrupy Amoebozoa. Przynależność tej rodziny do rzędu Dactylopodida jest niepewna.
Należą tutaj następujące gatunki:
- Boveella obscura Sawyer 1975[2]